# Kanton Airvault
Kanton Airvault is een voormalig kanton van het Franse departement Deux-Sèvres. Kanton Airvault maakte deel uit van het arrondissement Parthenay en telde 5056 inwoners (1999). Het werd opgeheven bij decreet van 18 februari 2014 met uitwerking op 22 maart 2015.

## Gemeenten
Het kanton Airvault omvatte de volgende gemeenten:
- Airvault (hoofdplaats)
- Availles-Thouarsais
- Boussais
- Irais
- Marnes
- Saint-Généroux
- Saint-Jouin-de-Marnes